# Nephrotoma
Genre
Nephrotoma est un genre d’insectes diptères nématocères de la famille des Tipulidae. 

## Espèces rencontrées en Europe
- Nephrotoma aculeata (Loew 1871)
- Nephrotoma analis (Schummel 1833)
- Nephrotoma antithrix (Mannheims 1962)
- Nephrotoma appendiculata (Pierre 1919)
  - Nephrotoma appendiculata appendiculata (Pierre 1919)
  - Nephrotoma appendiculata pertenua Oosterbroek 1978
- Nephrotoma austriaca (Mannheims & Theowald 1959)
- Nephrotoma beckeri (Mannheims 1951)
- Nephrotoma brevipennis (Wollaston 1858)
- Nephrotoma cornicina (Linnaeus 1758)
  - Nephrotoma cornicina cornicina (Linnaeus 1758)
  - Nephrotoma cornicina sardiniensis Oosterbroek 1978
- Nephrotoma cretensis Oosterbroek 1982
- Nephrotoma crocata (Linnaeus 1758)
  - Nephrotoma crocata crocata (Linnaeus 1758)
  - Nephrotoma crocata luteata (Meigen 1818)
- Nephrotoma croceiventris (Strobl 1909)
  - Nephrotoma croceiventris croceiventris (Strobl 1909)
  - Nephrotoma croceiventris lindneri (Mannheims 1951)
- Nephrotoma dorsalis (Fabricius 1781)
- Nephrotoma euchroma (Mik 1874)
- Nephrotoma flavescens (Linnaeus 1758)
- Nephrotoma flavipalpis (Meigen 1830)
- Nephrotoma forcipata (Pierre 1919)
- Nephrotoma guestfalica (Westhoff 1879)
  - Nephrotoma guestfalica guestfalica (Westhoff 1879)
  - Nephrotoma guestfalica hartigiana Oosterbroek 1982
- Nephrotoma helvetica (Mannheims & Theowald 1959)
- Nephrotoma lamellata (Riedel 1910)
  - Nephrotoma lamellata lamellata (Riedel 1910)
- Nephrotoma lempkei Oosterbroek 1978
- Nephrotoma lucida (Schiner 1868)
- Nephrotoma lundbecki (Nielsen 1907)
- Nephrotoma lunulicornis (Schummel 1833)
- Nephrotoma malickyi Martinovský 1979
- Nephrotoma minuscula (Mannheims 1951)
- Nephrotoma moravica Martinovský 1971
- Nephrotoma pratensis (Linnaeus 1758)
  - Nephrotoma pratensis eepi Oosterbroek 1979
  - Nephrotoma pratensis pratensis (Linnaeus 1758)
- Nephrotoma quadrifaria (Meigen 1804)
  - Nephrotoma quadrifaria quadrifaria (Meigen 1804)
- Nephrotoma quadristriata (Schummel 1833)
- Nephrotoma ramulifera Tjeder 1955
- Nephrotoma relicta (Savchenko 1973)
- Nephrotoma rossica (Riedel 1910)
- Nephrotoma saccai (Mannheims 1951)
- Nephrotoma scalaris (Meigen 1818)
  - Nephrotoma scalaris parvinotata (Brunetti 1918)
  - Nephrotoma scalaris scalaris (Meigen 1818)
- Nephrotoma scurra (Meigen 1818)
- Nephrotoma semiflava (Strobl 1909)
- Nephrotoma spatha Oosterbroek 1975
- Nephrotoma submaculosa Edwards 1928
- Nephrotoma sullingtonensis Edwards 1938
- Nephrotoma tenuipes (Riedel 1910)
- Nephrotoma theowaldi Oosterbroek 1978

## Liste d'espèces
| - N. abbreviata (Loew, 1863) - N. aberdarensis Alexander, 1956 - N. aculeata (Loew, 1871) - N. affinis (Bellardi, 1859) - N. albonigra Alexander, 1921 - N. alexandriana Byers, 1968 - N. alleni (Alexander, 1913) - N. alluaudi (Pierre, 1922) - N. alterna (Walker, 1848) - N. alticrista Alexander, 1941 - N. altigalea Alexander, 1967 - N. altissima (Osten Sacken, 1877) - N. altrolatera Alexander, 1935 - N. ambricola Alexander, 1963 - N. ampla Alexander, 1921 - N. analis (Schummel, 1833) - N. angusticrista Alexander, 1962 - N. angustifrons Edwards, 1934 - N. angustistria Alexander, 1925 - N. antennata (Wiedemann, 1820) - N. antithrix (Mannheims, 1962) - N. appendiculata (Pierre, 1919) - N. astigma (Pierre, 1925) - N. atamoor Alexander, 1960 - N. atrohirsuta Alexander, 1973 - N. atrostyla Alexander, 1935 - N. augustana Alexander, 1973 - N. aurantiaca (Macquart, 1838) - N. aurantiocincta Alexander, 1941 - N. aurocomata Alexander, 1969 - N. australasiae (Skuse, 1890) - N. austriaca (Mannheims & Theowald, 1959) - N. baliana Alexander, 1936 - N. baluba Alexander, 1963 - N. bara Alexander, 1960 - N. barbigera (Savchenko, 1964) - N. basiflava Yang & Yang, 1991 - N. basutoensis Alexander, 1956 - N. beckeri (Mannheims, 1951) - N. bellula Alexander, 1969 - N. biappendiculata (Savchenko, 1973) - N. biarmigera Alexander, 1935 - N. bicristata Alexander, 1967 - N. biformis Alexander, 1935 - N. bifusca Alexander, 1920 - N. boliviana Alexander, 1947 - N. bombayensis (Macquart, 1855) - N. bourbonica Alexander, 1957 - N. boyesi Alexander, 1969 - N. breviorcornis (Doane, 1908) - N. brevipennis (Wollaston, 1858) - N. brevisternata Alexander, 1968 - N. buruensis Edwards, 1926 - N. byersi Oosterbroek, 1984 - N. byersina Alexander, 1973 - N. cacuminis Alexander, 1946 - N. calinota (Dietz, 1918) - N. capensis (Róndani, 1863) - N. carinata (Mannheims, 1958) - N. catenata Alexander, 1935 - N. caudifera Alexander, 1935 - N. chaetopyga Alexander, 1921 - N. chalybea Alexander, 1921 - N. chapini Alexander, 1920 - N. chosensis Alexander, 1935 - N. cinereifrons Edwards, 1933 - N. cingulata (Dietz, 1918) - N. circumcincta Alexander, 1941 - N. circumscripta (Loew, 1863) - N. cirrata Tangelder, 1984 - N. citreiceps Speiser, 1923 - N. citricolor Alexander, 1949 - N. citrina (Edwards, 1916) - N. clanceyi Alexander, 1956 - N. claviformis Yang & Yang, 1987 - N. colorata (Walker, 1865) - N. comoroensis Alexander, 1959 - N. concava Yang & Yang, 1990 - N. concolorithorax (Brunetti, 1912) - N. condylophora Alexander, 1970 - N. consimilis (Brunetti, 1911) - N. consularis (Osten Sacken, 1886) - N. contrasta Alexander, 1920 - N. cornicina (Linnaeus, 1758) - N. cornifera (Dietz, 1918) - N. costofumosa Alexander, 1963 - N. cretensis Oosterbroek, 1982 - N. cristiformis Alexander, 1975 - N. crocata (Linnaeus, 1758) - N. crocea (Loew, 1866) - N. croceiventris (Strobl, 1909) - N. cuneata Yang & Yang, 1991 - N. curtiterebra Alexander, 1967 - N. cuthbertsoni Alexander, 1956 - N. dafla Alexander, 1970 - N. daisensis Alexander, 1935 - N. dampfi Alexander, 1925 - N. definita Alexander, 1935 - N. delegorguei (Macquart, 1846) - N. delta (Walker, 1856) - N. dewittei Alexander, 1956 - N. didyma Yang & Yang, 1987 - N. difficilis Tangelder, 1984 - N. dimidiata (de Meijere, 1904) - N. distans Edwards, 1928 - N. dodabettae Alexander, 1951 - N. dominicana Alexander, 1970 - N. dorsalis (Fabricius, 1781) - N. dorsata Alexander, 1953 - N. drakanae Alexander, 1936 - N. durangensis Alexander, 1953 - N. dutti Alexander, 1963 - N. eburata (Mannheims, 1958) - N. ectypa (Speiser, 1908) - N. edwardsaria Alexander, 1956 - N. edwardsi Alexander, 1917 - N. effrena Alexander, 1936 - N. electripennis Alexander, 1953 - N. elegans (Fabricius, 1805) - N. elegantula (Williston, 1896) - N. elgonica Alexander, 1956 - N. erebus Alexander, 1922 - N. ericarum Alexander, 1967 - N. esakii Alexander, 1924 - N. eucera (Loew, 1863) - N. euceroides Alexander, 1919 - N. euchroma (Mik, 1874) - N. eugeniae (Savchenko, 1957) - N. euthynota Alexander, 1962 - N. evittata Alexander, 1935 - N. exastigma Oosterbroek, 1978 - N. excelsior (Bergroth, 1888) - N. extensicornis Alexander, 1974 - N. familiaris (Osten Sacken, 1881) - N. fasciata (Macquart, 1834) - N. ferruginea (Fabricius, 1805) - N. festiva (Walker, 1848) - N. flammeola Alexander, 1925 - N. flavescens (Linnaeus, 1758) - N. flavipalpis (Meigen, 1830) - N. flavofimbria Alexander, 1976 - N. flavonigra Alexander, 1920 - N. flavonota (Alexander, 1914) - N. flavoposticata Alexander, 1936 - N. flavoscutellata Edwards, 1925 - N. fletcheriana Alexander, 1952 - N. floresensis Alexander, 1936 - N. fontana Oosterbroek, 1978 - N. forcipata (Pierre, 1919) | - N. formosensis (Edwards, 1916) - N. freemani Alexander, 1956 - N. fulani Alexander, 1974 - N. fulvomedia Alexander, 1958 - N. fumidapicalis Alexander, 1921 - N. fumiscutellata Alexander, 1935 - N. fuscapex Edwards, 1928 - N. fuscescens (Riedel, 1910) - N. fuscipennis (Karsch, 1886) - N. fuscoflava (Brunetti, 1918) - N. gaganboi Tangelder, 1984 - N. gamma (Brunetti, 1912) - N. geminata Alexander, 1920 - N. geniculata Yang & Yang, 1987 - N. glabricristata Alexander, 1939 - N. globata Alexander, 1951 - N. globosa Alexander, 1969 - N. glossophora Alexander, 1964 - N. gnata (Dietz, 1918) - N. gorongozae Alexander, 1960 - N. gracilicornis (Loew, 1864) - N. graueri Speiser, 1923 - N. guangxiensis Yang & Yang, 1993 - N. guestfalica (Westhoff, 1879) - N. guttipleura Alexander, 1936 - N. hainanica Alexander, 1936 - N. hamulifera Alexander, 1967 - N. handschiniana Alexander, 1936 - N. helvetica (Mannheims & Theowald, 1959) - N. hemichroa Alexander, 1956 - N. hirsuticauda Alexander, 1924 - N. hubeiensis Yang & Yang, 1987 - N. hunanensis Yang & Yang, 1991 - N. hypocrites (Brunetti, 1918) - N. hypogyna Yang & Yang, 1990 - N. idiocera Alexander, 1976 - N. imerina Alexander, 1920 - N. immaculata (van der Wulp, 1891) - N. impigra Alexander, 1935 - N. inconsequens Alexander, 1936 - N. incristata (Mannheims, 1958) - N. inorata Alexander, 1951 - N. integra Alexander, 1935 - N. iridipennis (Pierre, 1925) - N. irrevocata Alexander, 1936 - N. javana (Wiedemann, 1821) - N. javensis (Doleschall, 1856) - N. jinxiuensis Yang & Yang, 1993 - N. joneensis Yang & Yang, 1990 - N. kaulbacki Alexander, 1951 - N. kaviengensis Alexander, 1936 - N. kelimotoensis Alexander, 1936 - N. kempfi Alexander, 1976 - N. kigeziana Alexander, 1956 - N. kodaikanalensis Alexander, 1951 - N. koreana Tangelder, 1984 - N. korpa Alexander, 1967 - N. kraussiana Alexander, 1978 - N. kunagi Yang & Yang, 1990 - N. laconica (Osten Sacken, 1882) - N. laffooni Alexander, 1950 - N. lamellata (Riedel, 1910) - N. lateropolita Alexander, 1938 - N. laticrista Savchenko, 1966 - N. latispina Alexander, 1956 - N. latissima Alexander, 1962 - N. leeuweni Oosterbroek, 1985 - N. lempkei Oosterbroek, 1978 - N. leonia Alexander, 1921 - N. lerothodi Alexander, 1956 - N. leto Alexander, 1956 - N. leucostigma Alexander, 1960 - N. libra Alexander, 1951 - N. ligulata Alexander, 1925 - N. lindneriana Alexander, 1978 - N. livingstonei Alexander, 1921 - N. longisternata Alexander, 1967 - N. lordhowensis Dobrotworsky, 1974 - N. luaboensis Alexander, 1960 - N. lucida (Schiner, 1868) - N. lugens (Loew, 1864) - N. lundbecki (Nielsen, 1907) - N. lunulicornis (Schummel, 1833) - N. luteopleura (Séguy, 1938) - N. mabelana Alexander, 1976 - N. machadoi Alexander, 1963 - N. macrocera (Say, 1823) - N. madagascariensis (Enderlein, 1912) - N. makiella (Matsumura, 1916) - N. malickyi Martinovsky, 1979 - N. mambila Alexander, 1976 - N. margaritae Alexander, 1970 - N. marshalli Alexander, 1921 - N. martynovi Alexander, 1935 - N. medioflava Oosterbroek, 1985 - N. medioligula Alexander, 1945 - N. medioproducta Alexander, 1940 - N. medipubera Edwards, 1932 - N. medleri Alexander, 1972 - N. megacantha Alexander, 1976 - N. megascapha Alexander, 1951 - N. melanaspis Alexander, 1970 - N. melanoxantha Alexander, 1962 - N. melanura (Osten Sacken, 1881) - N. meraca Alexander, 1936 - N. meridionalis Yang & Yang, 1997 - N. metallescens Edwards, 1928 - N. mexicana (Macquart, 1846) - N. microcera Alexander, 1921 - N. milloti Alexander, 1959 - N. minuscula (Mannheims, 1951) - N. minuticornis Alexander, 1921 - N. mobukuensis Alexander, 1956 - N. monopsellia Speiser, 1923 - N. moravica Martinovsky, 1971 - N. moshesh Alexander, 1956 - N. mossambica Alexander, 1920 - N. muktesarensis Alexander, 1952 - N. nasuta Oosterbroek, 1975 - N. navajo Alexander, 1949 - N. neopratensis Alexander, 1921 - N. nigeriensis Alexander, 1921 - N. nigricauda Alexander, 1925 - N. nigrichroma (Pierre, 1925) - N. nigrirostris Edwards, 1928 - N. nigritana (Mannheims, 1958) - N. nigrithorax (de Meijere, 1919) - N. nigroannulata (van der Wulp, 1885) - N. nigrocentralis Alexander, 1938 - N. nigrocostalis Alexander, 1936 - N. nigrohalterata Edwards, 1928 - N. nigrolutea (Bellardi, 1859) - N. nigropilosa Alexander, 1969 - N. nigrostylata Alexander, 1935 - N. nigrotergata (de Meijere, 1924) - N. nox (Riedel, 1910) - N. nycteris Alexander, 1956 - N. occipitalis (Loew, 1864) - N. ocellata Yang & Yang, 1990 - N. ochripennis Alexander, 1921 - N. okefenoke (Alexander, 1915) - N. oligochaeta Alexander, 1957 - N. omeiana Alexander, 1935 - N. oosterbroeki Tangelder, 1983 - N. opacistriata Alexander, 1957 - N. opima Alexander, 1924 - N. ordinaria (Osten Sacken, 1886) - N. ortiva (Osten Sacken, 1882) - N. ozenumensis Alexander, 1925 | - N. pallida Oosterbroek, 1985 - N. pallidapex Alexander, 1938 - N. palloris (Coquillett, 1898) - N. pamirensis (Enderlein, 1933) - N. pangerangensis (Alexander, 1915) - N. parascutellata Alexander, 1936 - N. parva (Edwards, 1916) - N. parvirostra Alexander, 1924 - N. paulianana Alexander, 1957 - N. pedunculata (Loew, 1863) - N. penumbra Alexander, 1915 - N. peralticrista Alexander, 1967 - N. perhorrida Alexander, 1942 - N. perincisa Alexander, 1949 - N. perlepida Alexander, 1956 - N. perobliqua Alexander, 1936 - N. petiolata (Macquart, 1838) - N. pilata Alexander, 1935 - N. pilicauda (Savchenko, 1973) - N. pjotri Tangelder, 1984 - N. platysphela Alexander, 1963 - N. platysterna Alexander, 1967 - N. pleurinotata (Brunetti, 1912) - N. pleuromaculata Alexander, 1927 - N. polymera (Loew, 1863) - N. praecipua Alexander, 1960 - N. pratensis (Linnaeus, 1758) - N. profunda Alexander, 1935 - N. progne Alexander, 1949 - N. pulchella (Róndani, 1850) - N. pullata (Alexander, 1914) - N. puncticornis (Brunetti, 1912) - N. punctifrons (Macquart, 1838) - N. punctum (Loew, 1863) - N. qinghaiensis Yang & Yang, 1987 - N. quadrifaria (Meigen, 1804) - N. quadrilata Alexander, 1951 - N. quadrinacrea Alexander, 1949 - N. quadristriata (Schummel, 1833) - N. quadrivittata (van der Wulp, 1885) - N. quincunx (Speiser, 1909) - N. rajah Alexander, 1951 - N. ramulifera Tjeder, 1955 - N. rectispina Alexander, 1925 - N. relicta (Savchenko, 1973) - N. repanda (Alexander, 1914) - N. retenta Alexander, 1935 - N. reunionensis Alexander, 1957 - N. richardiana Alexander, 1957 - N. ridleyi Edwards, 1932 - N. rogersi Byers, 1968 - N. rossica (Riedel, 1910) - N. ruanda Alexander, 1955 - N. rubriventris (Savchenko, 1957) - N. ruiliensis Yang & Yang, 1990 - N. ruwenzoriana Alexander, 1920 - N. saccai (Mannheims, 1951) - N. sachalina Alexander, 1924 - N. saghaliensis Alexander, 1925 - N. sakalava Alexander, 1960 - N. sangoana Alexander, 1963 - N. scalarifer Alexander, 1920 - N. scalaris (Meigen, 1818) - N. schaeuffelei (Mannheims, 1964) - N. scurra (Meigen, 1818) - N. scurroides (de Meijere, 1904) - N. semicincta Alexander, 1951 - N. semiflava (Strobl, 1909) - N. seniana Alexander, 1952 - N. serricornis (Brunetti, 1912) - N. setirostra Alexander, 1963 - N. shanxiensis Yang & Yang, 1990 - N. siamensis Edwards, 1928 - N. sichuanensis Yang & Yang, 1990 - N. sinensis (Edwards, 1916) - N. smithersiana Alexander, 1959 - N. sodalis (Loew, 1864) - N. solomonis Alexander, 1924 - N. sparsicoma Alexander, 1969 - N. spatha Oosterbroek, 1975 - N. speculata (de Meijere, 1913) - N. spicula Tangelder, 1984 - N. stackelbergi (Savchenko, 1957) - N. staryi Oosterbroek, 1982 - N. sternomarginata Alexander, 1964 - N. strenua Alexander, 1917 - N. stygia Alexander, 1921 - N. stylacantha Alexander, 1937 - N. subalterna Oosterbroek, 1984 - N. subanalis (Mannheims, 1951) - N. subdentata Alexander, 1955 - N. subeuryglossa Alexander, 1969 - N. subinanis Alexander, 1956 - N. sublunulicornis (Savchenko, 1957) - N. submaculosa Edwards, 1928 - N. subopaca Alexander, 1952 - N. subpallida Alexander, 1925 - N. subumbonis Alexander, 1967 - N. sullingtonensis Edwards, 1938 - N. sundaica Edwards, 1932 - N. suturalis suturalis (Loew, 1863) - N. suturalis wulpiana (Bergroth, 1888) - N. takeuchii Alexander, 1924 - N. tealei Oosterbroek, 1984 - N. tenggerensis Alexander, 1936 - N. tenuipes (Riedel, 1910) - N. tenuis (Loew, 1863) - N. theowaldi Oosterbroek, 1978 - N. thysia Alexander, 1956 - N. tianlinensis Yang & Yang, 1993 - N. tigrina Alexander, 1917 - N. tigrinoides Alexander, 1921 - N. tincta (Walker, 1856) - N. toda Alexander, 1951 - N. toxopei Edwards, 1926 - N. tricincta Alexander, 1921 - N. trilobulata Alexander, 1936 - N. triobtusa Alexander, 1969 - N. tripartita (Walker, 1861) - N. triplasia (van der Wulp, 1885) - N. triquetra Alexander, 1956 - N. tumidiverticalis Alexander, 1930 - N. tzitzikamae Alexander, 1964 - N. umbonis Alexander, 1964 - N. umbripennis Alexander, 1917 - N. unicingulata Alexander, 1917 - N. unicornis Alexander, 1961 - N. unisicata Alexander, 1969 - N. urocera (Dietz, 1918) - N. usta (Osten Sacken, 1886) - N. vana nigrovana Oosterbroek, 1985 - N. vana vana Oosterbroek, 1985 - N. variventris Edwards, 1932 - N. venusticeps Alexander, 1956 - N. vesta Alexander, 1949 - N. vicaria (Walker, 1848) - N. villosa (Savchenko, 1973) - N. vinsoniana Alexander, 1957 - N. violovitshi (Savchenko, 1967) - N. virescens (Loew, 1864) - N. virgata (Coquillett, 1898) - N. vittula (Loew, 1864) - N. walkeri Oosterbroek, 1986 - N. whiteheadi Edwards, 1933 - N. xanthoplaca Alexander, 1920 - N. xanthoplacodes Alexander, 1963 - N. xichangensis Yang & Yang, 1990 - N. xinjiangensis Yang & Yang, 1987 - N. xizangensis Yang & Yang, 1987 - N. zhejiangensis Yang & Yang, 1995 |